# Scorpaena grandicornis
Scorpaena grandicornis és una espècie de peix pertanyent a la família dels escorpènids.

## Descripció
- Fa 30 cm de llargària màxima.[5][6]

## Hàbitat
És un peix marí, associat als esculls de corall i de clima tropical (32°N-33°S) que viu entre 1-15 m de fondària.

## Distribució geogràfica
Es troba a l'Atlàntic occidental: des de Bermuda, Florida i Hondures fins al sud del Brasil.

## Costums
Només es belluga quan és molestat.

## Observacions
És verinós per als humans: les seus picades són molt doloroses, però no letals.